# Cassandra Harris
Cassandra Harris, nata Sandra Colleen Waites (Sydney, 15 dicembre 1948 – Los Angeles, 28 dicembre 1991), è stata un'attrice australiana.

## Biografia
Fu sposata tre volte. Dal secondo matrimonio con Dermot Harris ebbe due figli, Christopher e Charlotte. Il 27 dicembre 1980 si sposò per la terza volta con l'attore Pierce Brosnan, dal quale ebbe un figlio, Sean (nato il 13 settembre 1983). Alla morte di Dermot Harris, avvenuta nel 1986, Brosnan adottò legalmente i due figli nati dal secondo matrimonio della Harris.
Morì di cancro alle ovaie nel 1991 a 43 anni, dopo quattro anni di malattia. Il 28 giugno 2013 morì per la stessa malattia, a soli 42 anni, la figlia Charlotte.

## Filmografia

### Cinema
- Il magnate greco (The Greek Tycoon), regia di J. Lee Thompson (1978)
- Taglio di diamanti (Rough Cut), regia di Don Siegel (1980)
- Solo per i tuoi occhi (For Your Eyes Only), regia di John Glen (1981)

### Televisione
- Spazio 1999 (Space: 1999) – serie TV, episodio 2x22 (1977)
- Mai dire sì (Remington Steele) – serie TV, 4 episodi (1984)